# 민요자매
민요자매는 대한민국의 음악 그룹이다. 2020년 민요자매 디지털 싱글 《빛나고 아름답게》로 데뷔했다.
2022년 KBS인간극장에 출연하여 높은 인지도를 얻고 있다.

## 방송
- CTS 국제 찬송가 경연대회 (2022) - 우수상

## 음반
- 민요자매 디지털 싱글 빛나고 아름답게 (2020)
- 만남 (2021)